# Yulia Leontieva
Pour les articles homonymes, voir Leontieva.
Yulia Leontieva, née le 23 juillet 1991 à Riga, est une top model lettonne. 

## Biographie
Elle a débuté avec l'agence Metropolitan. Rapidement remarquée, elle a défilé pour de grandes maisons de mode comme Issey Miyake, Lanvin, Nina Ricci, Givenchy, Hussein Chalayan, Jil Sander AG, Luisa Beccaria, Missoni, Miu Miu, Prada. Elle a ensuite rejoint l'agence Silent Models.